# Cubilete

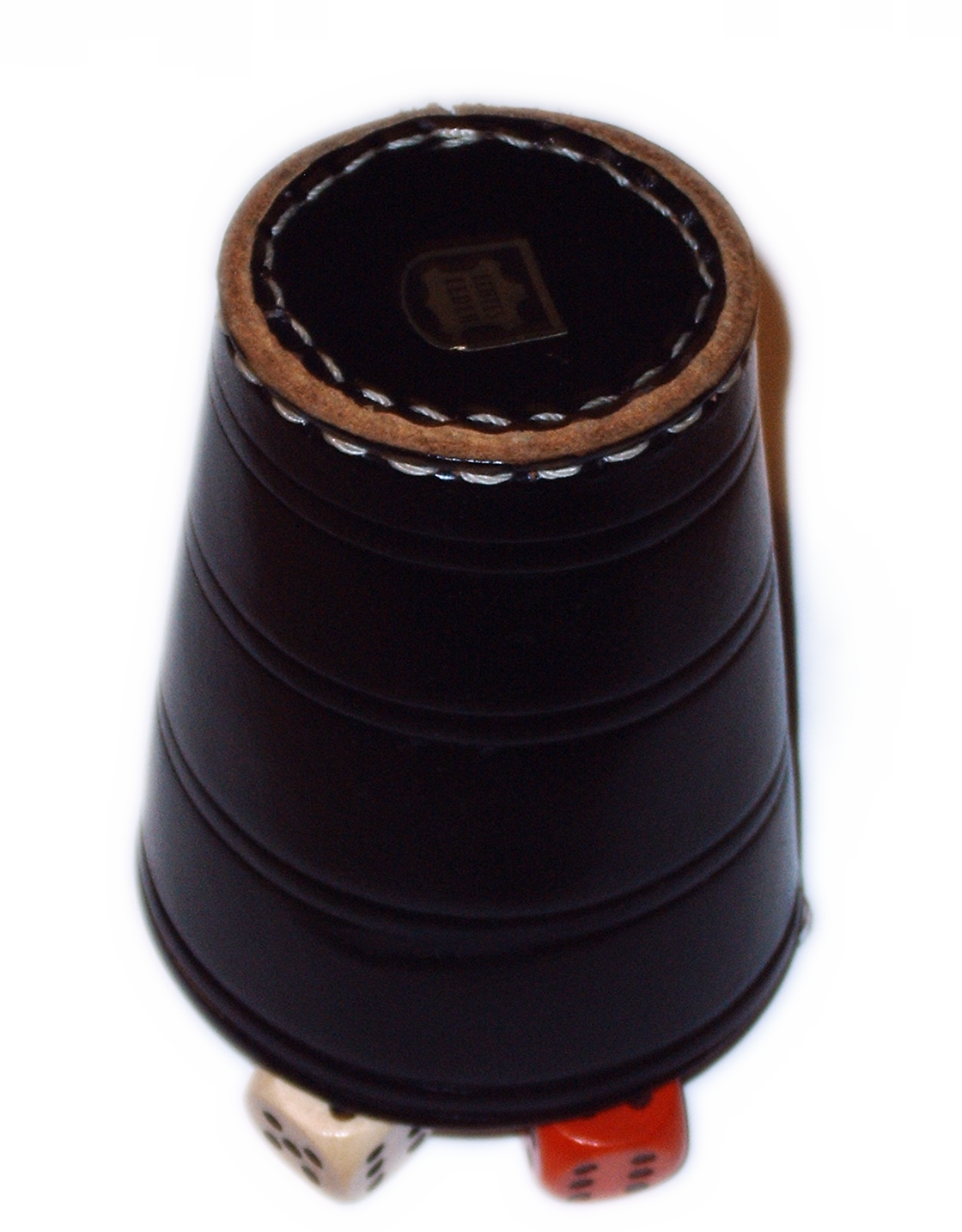
Cubilete para juegos de mesa

Un cubilete es un vaso pequeño de metal, plástico u otro material, más ancho en su boca que en su base, que sirve para diversos propósitos:
- En repostería, el cubilete se emplea desde antiguo como molde para realizar pastelitos y gelatinas.
- El uso más común del cubilete se da en juegos de manos y de mesa, utilizado para agitar los dados y arrojarlos sobre el tablero para comenzar la jugada. Así se usa para el parchís, la oca y otros juegos de mesa en que hay que mover las fichas en función de la puntuación obtenida por los dados.
- Antiguamente, el cubilete era un medio de administrar sustancias medicamentosas. Se pueden citar los siguientes remedios:
  - cubilete de cuasia. Cubilete hecho con madera de la cuasia amarga en el cual se echaba la cantidad necesaria de vino y, al cabo de algunas horas, se disolvía una parte de los principios de este leño.
  - cubilete de tamarindo. Cubilete hecho con madera de tamarindo y que producía los mismos efectos que la pulpa aunque en menor medida.
  - cubilete emético. Cubilete metálico en cuya composición entraba el antimonio y comunicaba sus propiedades eméticas a los líquidos que permanecían algún tiempo contenidos en dicho vaso.